# Åbrinken
Åbrinken är den gamla bandyplanen i Grycksbo i Sverige, nedanför Grycksbo pappersbruk.
Åbrinken var Grycksbo IF:s hemmaplan då de spelade i Division I säsongen 1963/1964. Putte Kock kommenterade då att "arenan minsann höll allsvensk klass till skillnad från laget". Nuvarande hemmaplan för Grycksbo IF:s bandylag är Tansvallen.